# Aichi Kokuki
Aichi Kokuki (愛知航空機, Aichi Kokūki; Aichi Vliegtuigenfabriek) was de op drie na grootste Japanse vliegtuigbouwer die tijdens de Tweede Wereldoorlog verschillende vliegtuigen had ontworpen en geproduceerd voor de Japanse Keizerlijke Marine. 
Het bedrijf startte in 1898 in Nagoya als de Aichi Tokei Denki Seizō kabushikigaisha (愛知時計製造株式会社). Vliegtuigbouw startte in juli 1920 in de fabrieken van Funakata en Eiyoku. Daarnaast werden Daimler-Benz DB 601 vliegtuigmotoren in licentie geproduceerd in de Atsutafabriek, onder de naam Aichi Atsuta 31. Het bedrijf leunde op de technische ondersteuning van het Duitse Heinkel en dit heeft sommige van hun ontwerpen beïnvloed. In 1943 werd de vliegtuigafdeling afgesplitst onder de naam Aichi Kokuki . Rond 1944 moest men de fabrieken vanwege de aanhoudende bombardementen verplaatsen. De vliegtuigfabriek vertrok naar Ōgaki en een deel ging ondergronds bij Seto. De vliegtuigmotorenfabriek vertrok naar de marinebasis in Tsu en een deel ondergronds ten zuidwesten van Nagoya. Na de oorlog werd het bedrijf ontmanteld. De huidige erfgenaam Aichi Machine Industry (愛知機械工業株式会社, Aichi Kikai Kōgyō Kabushiki-gaisha) produceert onderdelen en lichte vrachtwagens voor Nissan.

## Vliegtuigtypes
- Aichi AB 9

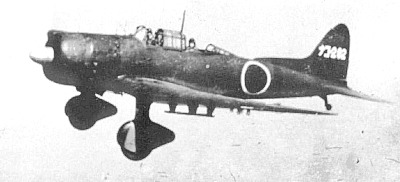
Aichi D3A2, duikbommenwerper opererend vanaf een vliegdekschip

- Aichi B7A Ryusei (codenaam geallieerden: Grace)
- Aichi C4A
- Aichi D1A (codenaam geallieerden: Susie)
- Aichi D3A (codenaam geallieerden: Val)
- Aichi E3A
- Aichi E8A
- Aichi E10A
- Aichi E11A (codenaam geallieerden: Laura)
- Aichi E12A
- Aichi E13A (codenaam geallieerden: Jake)
- Aichi E16A Zuiun (codenaam geallieerden: Paul)
- Aichi F1A
- Aichi H9A
- Aichi M6A Seiran
- Aichi S1A Denko

### In licentie
- Yokosuka D4Y D4Y Suisei (codenaam geallieerden: Judy)